# Clarice França
Clarice França (São Paulo, 7 de dezembro de 1993) é uma roteirista, escritora, influenciadora digital e quadrinista brasileira. 
Formada em rádio e TV pela Faculdade de Comunicação Social Cásper Líbero, Clarice nasceu na cidade de São Paulo. Foi editora do site de cultura pop Nebulla, fundado por ela e Rebeca Puig em 10 de janeiro de 2018 após o encerramento do site feminista Collant Sem Decote, de Rebeca. Lá publicou a webnovel A Guardiã do Sonhar. 
Em 2019, Clarice ganhou o Prêmio Angelo Agostini na categoria "melhor lançamento" por seu trabalho na HQ Gibi de Menininha. A mesma obra rendeu o 31º Troféu HQMIX na categoria "publicação mix". Em 2020, ganhou o 32º Troféu HQMIX na categoria "publicação de aventura/terror/fantasia" por seu trabalho na HQ Gibi de Menininha 2. Em 2024, ganhou o 36º Troféu HQMIX na categoria "publicação de aventura/terror/fantasia" por seu trabalho na HQ Gibi de Menininha 3 - Contos de F*das.
Seu trabalho também inclui aventuras de RPG, como Jornada Heroica: Coração de Rubi, vencedora do Prêmio Ludopedia.
Trabalha na Loot Studios, desenvolvendo o texto criativo dos pacotes e o jogo Malediction.